# Гёльди, Эмиль Август
Эмиль Август Гёльди (нем. Emil August Goeldi) — швейцарский естествоиспытатель, работавший главным образом в Бразилии. Там он известен под именем Emílio Goeldi.
Гёльди изучал зоологию в Йене. Он был учеником Эрнста Геккеля. Уже в 1880 году он выехал из Швейцарии в Бразилию. Первоначально он работал недолго в Museu Nacional, прежде чем по приглашению губернатора в 1866 году он начал реорганизацию открытого в Белене Музея естествознания и этнографии. С 1902 года это учреждение носит его имя — Museu Paraense Emílio Goeldi.
Гёльди известен своими исследованиями птиц и млекопитающих, обитающих в Бразилии. В 1905 году он вернулся в Швейцарию.
Гёльди собрал для музеев более 13 000 животных, законсервированных самыми разными способами. Среди них были и впервые описанные новые виды животных. Бо́льшая часть его коллекции находится в Музее естествознания города Берна (Швейцария).
В честь Гёльди названы многие виды животных, например гельдиевая каллимико (Callimico goeldii), квакша Гёльди (Flectonotus goeldii), славковая муравьянка (Myrmeciza goeldii), более 10 таксонов муравьёв (Azteca goeldii, Camponotus goeldii, Cephalotes goeldii, Dorymyrmex goeldii, Pheidole goeldii, Solenopsis goeldii ...) и др.

## Публикации
- Goeldi, E. A. (1886). Bericht über zwei ältere, unbekannt gebliebene illustrierte Manuskripte portugiesisch-brasilianischer Naturforscher. I. Die zoologischen Zeichnungen von Alexander Rodriguez Ferreira. II. Die zoologischen Zeichnungen von Arruda da Camara. Zoologische Jahrbücher, Jena, 2, 175-184
- Goeldi, E. A. (1892). Zur Orientierung in der Spinnenfauna Brasiliens. Mitteilungen aus dem Osterlande (Neue Folge), 5, 200-248
- Goeldi, E. A. (1897). A lenda amazônica do "cauré". Bol. Mus. Paraense, 2, 430-441
- Goeldi, E. A. (1897). On the nesting of Cassicus persicus, Cassidrix oryzivora, Gymnomystax melanicterus and Todirostrum maculatum. Ibis, 7(3), 361-370
- Goeldi, E. A. (1898 (1897)). A lenda amazônica do "cauré". Bol. Mus. Paraense, 2, 430-441
- Goeldi, E. A. (1900). Sobre a nidificação do Cassicus persicus (japim), do Cassidix oryzivora (graúna), do Gymnomystax melanicterus (aritauá) e do Todirostrum maculatum (ferreirinho). Bol. Mus. Para. Hist. Nat. Ethnogr., (Mus. Para.), 3, 203-210
- Goeldi, E. A. (1904). Against the destruction of white herons and red ibises on the lower Amazon, especially on the Island of Marajó(2 ed.). Belém: Pará
- Geoldi, E. A. (1905). Myrmecologische Mitteilung das Wachsen des Pilzgartens von Atta cephalotes betreffend. Paper presented at the C.r. 6th Congr. Int. Zool., Berne
- Goeldi, E. A. (1905). Beobachtungen über die erste Anlage einer neuen Kolonie von Atta cephalotes. Paper presented at the C.r. 6th Congr. Int. Zool., Berne
- Goeldi, E. A. (1905). Os mosquitos do Pará. Reunião de quatro trabalhos sobre os mosquitos indígenas, principalmente as espécies que molestam o homem. Mem. Museu E. Goeldi, 4, 1-152
- Goeldi, E. A. (1908 (1909)). Microtrogon novo nome genérico proposto para Trogon ramonianus Des Murs. Bol. Mus. Para. Hist. Nat. Ethnogr., (Mus. Pará), 5(1), 92-95
- Goeldi, E. A. (1911). Der Ameisenstaat, seine Entstehung und seine Einrichtung, die Organisation der Arbeit und die Naturwunder seines Haushaltes. Leipzig & Berlin: Teubner